# Uberaba Sport Club
O Uberaba Sport Club(cujo acrônimo é USC) é um clube brasileiro de futebol, da cidade de Uberaba, no estado de Minas Gerais. Fundado em 1917, é tricampeão da Taça Minas Gerais e pentacampeão do Campeonato Mineiro do Interior e sua década de maior glória foi a década de 1980, em que conquistou vários títulos. Em 2025, disputará o Campeonato Mineiro de Futebol - Módulo II.

## História

### Criação e Profissionalização
O Uberaba Sport Club foi fundado em 15 de julho de 1917. Os apaixonados pelo futebol da cidade de Uberaba cooperavam como podiam para alcançar uma meta: criar um grande clube. Hoje, a sua casa é o Estádio Municipal Engenheiro João Guido, mais conhecido como Uberabão. Por Uberaba ser conhecida como a "capital do Zebu", foi escolhido este tipo de boi para mascote do Colorado.
Na década de 1930, o USC recebeu e venceu em seu estádio, no bairro Mercês, acertadamente batizado de Boulanger Pucci, um dos maiores beneméritos do clube. Naquele gramado, desfilaram muitos dos maiores jogadores da época, em equipes como o Paulistano e o Peñarol do Uruguai, entre outros.

Esporte Clube Mogiana e Uberaba Sport Club durante o jogo inaugural do Estádio da Mogiana.

Nos anos 40, o famoso São Paulo Futebol Clube, de Leônidas da Silva, e o Atlético Mineiro, campeão na Europa, proporcionaram grandes embates com o Colorado no Boulanger Pucci. Em um inesquecível jogo contra o Galo, de Kafunga, brilhou a estrela de um uberabense que fez história: Wilson Frade, o "Ticrila", que, ao lado de Otacílio, Gabardinho, Djalma e Nelsinho, quebrou a invencibilidade atleticana por 3 a 2.
Nos anos 50, o USC ganhou seguidamente o Campeonato do Triângulo, até voltar a disputar o Campeonato Mineiro, onde foi bicampeão do interior. O time marcou época nos anais do clube: Vilmontes, Loli, Cazeca, Tam, Tiago, Lanza, Fausto, Paulinho, Zé Luis, Tati e Oliveira.
Em 2008, o Uberaba Sport Club voltou a disputar a elite do Campeonato Mineiro pela primeira vez após o rebaixamento de 2004. Terminou o campeonato na nona colocação, em um campanha final surpreendente, vencendo os dois últimos jogos contra os Democratas (3 a 0 em Sete Lagoas e 2 a 1 contra o Demo-GV no Uberabão) assim conseguindo se manter a boa classificação, sendo que era um dos grandes favoritos ao rebaixamento naquele ano.
Em 2009 foi campeão da Taça Minas Gerais, e garantiu vaga para disputar a Copa do Brasil 2010. Após eliminar o Londrina do Paraná, foi eliminado pelo campeão Brasileiro Fluminense.
Em 2009 e 2010, na elite do Campeonato Mineiro, o USC passou para a próxima fase da competição e foi eliminado em 2009 pelo Atlético e em 2010 pelo Cruzeiro.
Em 2010 venceu novamente a Taça Minas Gerais, vencendo os dois jogos da Final por 1 a 0 em cima do Uberlândia, tendo destaque a sua torcida no segundo jogo em Uberlândia - cerca de 2500 pessoas compareceram no Estádio João Havelange, e prestigiaram mais uma vitória do Uberaba Sport.
Em 2009 e 2010, o clube participou do Campeonato Brasileiro Série D, e nos dois anos foi eliminado nas quartas de finais - em 2009 pelo Alecrim e em 2010 pelo Araguaína; em 2010 o Uberaba perdeu na disputa de pênaltis, errando quatro pênaltis.
Foi rebaixado em 2012 para o Módulo II do Campeonato Mineiro, e rebaixado em 2013 para a Terceira Divisão do mesmo.
Em 2015, o time do triângulo mineiro, foi campeão da Segunda Divisão do Mineiro. O Colorado empatou com o Nacional, em 1 a 1, em casa, no Estádio Municipal João Guido “Uberabão” e assegurou o primeiro lugar na tabela do hexagonal final.
Em 2019 foi novamente rebaixado para a Segunda Divisão do Mineiro após empate com a equipe do Uberlândia.
Em 2021, conquistou o bicampeonato do Mineiro - Segunda Divisão (equivalente a terceira divisão mineira). Após perder por 1 a 0 na ida, venceu o Varginha por 3 a 2 no jogo de volta com uma incrível virada e gol no último minuto de jogo.  Apesar de conquistar o título, já havia garantido a vaga para o Módulo II de 2022 com antecedência após eliminar o estreante Manchester de Juiz de Fora empatando a ida por 0 a 0 e vencendo por 3 a 0 na volta.
Em 2022, o clube foi novamente rebaixado no Módulo II. Acumulando dívidas desde os tempos dourados dos anos 80, em 2023 o Uberaba anunciou que não disputaria a Segunda Divisão, por causa de acúmulo de ações judiciais ao longo dos anos e a impossibilidade do clube em arcar com as vultuosas dívidas somadas às custas fixas e aos constantes bloqueios judiciais de verbas de patrocínio e arrecadação da bilheteria..
Em 2024, foi vice-campeão do Campeonato Mineiro - Segunda Divisão, conquistando assim novamente o acesso a Primeira Divisão - Módulo II de 2025.

## Estádio
O Estádio Municipal Engenheiro João Guido, conhecido como Uberabão, é um estádio multiúso localizado na cidade de Uberaba, Minas Gerais, Brasil. Tem capacidade para 15.306 pessoas. O início da sua construção pela iniciativa privada remonta a 1961, quando o loteamento do bairro onde se insere foi lançado com o slogan "o estádio monumental é pra valer". A cava em pedra com o formato do fosso ficou durante anos sem investimento. Seu projeto estima que o estádio teria a capacidade de 45.000 pessoas e seria todo coberto. As obras foram retomadas após negociação com a Prefeitura Municipal de Uberaba, proprietária do estádio, que foi inaugurado em 1972. O seu nome é uma homenagem posterior à inauguração e ao mandato do Engenheiro João Guido, em cujo mandato tornou o imóvel público e retomou a construção.
Antes do Uberabão ser construído, o antigo estádio do USC era o Estádio Boulanger Pucci. Possuía capacidade para 8 mil pessoas. Foi fundado e inaugurado junto ao clube, no dia 15 de julho de 1917, por torcedores.

## Títulos
| ESTADUAIS | ESTADUAIS                            | ESTADUAIS | ESTADUAIS                     |
|           | Competição                           | Títulos   | Temporadas                    |
| --------- | ------------------------------------ | --------- | ----------------------------- |
|           | Taça Minas Gerais                    | 3         | 1980, 2009 e 2010             |
|           | Campeonato Mineiro - Módulo II       | 1         | 2003                          |
|           | Campeonato Mineiro - Segunda Divisão | 2         | 2015 e 2021                   |
|           | Campeonato Mineiro do Interior       | 5         | 1966, 1973, 1980, 1981 e 1982 |
|           | Campeonato do Triângulo              | 4         | 1931, 1935, 1954 e 1955       |
|           | Copa do Triângulo                    | 1         | 1957                          |

### Destaques
- Copa Brasil (Série A) de 1979 - 17º Lugar.
- Taça de Prata (Série B) de 1982 - 3º Lugar.
- Torneio Quadrangular Arthur de Melo Teixeira: 1964 - Campeão.
- Torneio Santos Dumont: 1974 - Campeão.
- Taça Minas Gerais: 2006 - Vice-campeão.
- Campeonato Mineiro de Futebol - Módulo II: 2007 - Vice-campeão.
- Campeonato Mineiro de Futebol - Segunda Divisão: 2024 - Vice-campeão.

### Categoria de Base e  Futebol Feminino
- Campeonato Mineiro de Futebol Juvenil : 2005 e 2007.
- Campeonato Mineiro de Futebol Feminino: 2008, 2009 e 2010.

## Estatísticas

### Participações
|  | Participações em 2025 |

| Competição   | Competição            | Temporadas | Melhor campanha       | Estreia | Última | P | R |
| Minas Gerais | Campeonato Mineiro    | 43         | 3º colocado (3 vezes) | 1945    | 2012   |   | 3 |
| Minas Gerais | Módulo II             | 20         | Campeão (2003)        | 1994    | 2025   | 2 | 3 |
| Minas Gerais | Segunda Divisão       | 5          | Campeão (2015 e 2021) | 2014    | 2024   | 3 |   |
| Brasil       | Campeonato Brasileiro | 6          | 17º colocado (1979)   | 1976    | 1983   |   | – |
| Brasil       | Série B               | 5          | 3º colocado (1982)    | 1980    | 1987   | 2 | – |
| Brasil       | Série C               | 3          | 10º colocado (2003)   | 1996    | 2003   | – | – |
| Brasil       | Série D               | 2          | 5º colocado (2010)    | 2009    | 2010   | – |   |
| Brasil       | Copa do Brasil        | 2          | 2ª fase (2010 e 2011) | 2010    | 2011   |   |   |

### Temporadas
Legenda:
| Campeão Vice-campeão Eliminado na semifinal | Classificado à Copa Libertadores da América pela campanha no Campeonato Brasileiro Classificado à Copa Libertadores da América pelo título da Copa do Brasil ou Copa Libertadores Classificado à Copa Sul-Americana ou Copa do Brasil | Campeão do Interior Rebaixado à divisão inferior Campeão e promovido à divisão superior Promovido à divisão superior |

## Desempenho no Campeonato Mineiro de Futebol
|  | Módulo I        |
|  | Módulo II       |
|  | Segunda Divisão |

## Hino
O hino do Uberaba tem composição de Lourival Balduíno do Carmo e melodia de Rogolleto De Martino.

## Torcida
O principal time da cidade, Uberaba Sport Club, conta com duas torcidas organizadas: o Exército Vermelho e a Furacão Colorado.
Além de todo apoio que prestam para o clube em dias de jogos, ocupando a posição de 12º jogador, os torcedores também acompanham o time nas viagens. No final de 2009, Uberaba enfrentou o Alecrim, do Rio Grande do Norte, pelo Campeonato Brasileiro. As torcidas seguiram o Colorado, viajando até Natal, onde seria a disputa. Os dirigentes de ambas as torcidas citam essa viagem como uma prova de amor ao USC, mas na memória de cada uma ainda existem outras histórias para contar. Em 2011, o Uberaba venceu a equipe de Santa Helena de Goiás pelo placar de 3 a 1, na cidade de Santa Helena de Goiás, assim classificando o Uberaba para jogar contra o Palmeiras pela Copa do Brasil de 2011.
Em dezembro de 2010, na final da Taça Minas Gerais, o último jogo da final foi na cidade de Uberlândia, contra o rival de mesmo nome. A torcida se uniu e conseguiu arrastar cerca de 2.500 pessoas para a cidade vizinha.